# Omicron Arietis
Omicron Arietis (37 Arietis) é uma estrela na direção da constelação de Aries. Possui uma ascensão reta de 02h 44m 32.97s e uma declinação de +15° 18′ 42.8″. Sua magnitude aparente é igual a 5.78. Considerando sua distância de 482 anos-luz em relação à Terra, sua magnitude absoluta é igual a −0.07. Pertence à classe espectral B9Vn.